# Sydmarquesassångare
Sydmarquesassångare (Acrocephalus mendanae) är en fågel i familjen rörsångare inom ordningen tättingar.

## Utseende och läte
Sydmarquesassångaren är en medelstor rörsångare med bjärt gul undersida, gulbrun ovansida och ljuskantade svarta vingpennor. Näbben är lång och något nedåtböjd, vilket ger intrycket av ett långt huvud. Lätet är ett hårt "tchak", medan sången består av visslingar, melodier och mer raspiga grälande toner.

## Utbredning och systematik
Sydmarquesassångare delas in i fyra underarter. Alla förekommer på de södra Marquesasöarna:
- Acrocephalus mendanae consobrina – förekommer på ön Mohotane
- Acrocephalus mendanae mendanae – förekommer på öarna Hiva Oa och Tahuata
- Acrocephalus mendanae fatuhivae – förekommer på ön Fatu Hiva
- Acrocephalus mendanae dido – förekommer på ön Ua Pou

Tidigare behandlades nordmarquesassångare (Acrocephalus percernis) med sina fyra underarter som tillhörande A. mendanae.

### Familjetillhörighet
Tidigare fördes rörsångarna liksom ett mycket stort antal andra arter till familjen Sylviidae, tidigare kallad rätt och slätt sångare. Forskning har dock visat att denna gruppering är missvisande, eftersom då även välkända och mycket distinkta familjer som svalor, lärkor och stjärtmesar i så fall bör inkluderas. Sydmarquesassångaren med släktingar har därför brutits ut till familjen rörsångare (Acrocephalidae).

## Levnadssätt
Fågeln hittas i buskiga områden och plantage. Den undviker tät ursprunglig skog.

## Status
Arten har ett begränsat utbredningsområde, men beståndet anses vara stabilt. Internationella naturvårdsunionen IUCN kategoriserar arten som livskraftig.